# Club Atlético Manabí
El Club Atlético Manabí, antes conocido como Club Social, Cultural y Deportivo River Plate es un equipo de fútbol profesional de Bahía de Caráquez, Provincia de Manabí, Ecuador. Fue fundado el 10 de agosto de 1936. Tuvo 2 participaciones en los campeonatos nacionales, la primera fue en el año de 1963 y la última en 1966. Actualmente juega en la Segunda Categoría de Ecuador.

## Historia
En el año 2018 el club cambia su razón social, con acuerdo ministerial 0083 pasa a llamarse Club Deportivo Especializado de Fútbol Profesional Atlético Manabí, mantuvo su sede en la ciudad de Manta, el motivo del cambio de nombre es darle más identidad manabita al club.

## Uniforme
- Uniforme titular: Camiseta blanca con una franja diagonal desde el hombro izquierdo, pantalón blancas y medias blancas.
- Uniforme Alternativo: Camiseta roja con una franja diagonal desde el hombro izquierdo, pantalón rojo y medias rojas.

## Estadio
En la actualidad disputa sus partidos como local en el Estadio Heráclides Marín de Bahía de Caráquez.

## Palmarés

### Torneos provinciales
| Competición                          | Títulos | Subcampeonatos |
| ------------------------------------ | ------- | -------------- |
| Campeonato de Fútbol de Manabí (1/1) | 1966.   | 1963.          |
| Segunda Categoría de Manabí (0/1)    |         | 2004           |